# オリバー・ハザード・ペリー (フリゲート)
| USS Oliver Hazard Perry FFG-7 |                                                                           |
| 艦歴                          |                                                                           |
| 発注                          | 1973年3月10日                                                             |
| 起工                          | 1975年6月12日                                                             |
| 進水                          | 1976年9月25日                                                             |
| 就役                          | 1977年12月17日                                                            |
| 退役                          | 1997年2月20日                                                             |
| 除籍                          | 1999年5月3日                                                              |
| その後                        | スクラップとして廃棄                                                      |
| 要目                          |                                                                           |
| 排水量                        | 基準：3,159t                                                              |
| 排水量                        | 満載：4,057t                                                              |
| 全長                          | 445 ft (136 m)                                                            |
| 全幅                          | 45.4 ft (13.8 m)                                                          |
| 吃水                          | 22 ft (6.7 m)                                                             |
| 機関                          | COGAG方式                                                                 |
| 機関                          | LM2500-30 ガスタービンエンジン（20,500shp）×2基                           |
| 機関                          | 可変ピッチプロペラ（5翔）×1軸                                             |
| 機関                          | 非常用旋回式スラスター（350hp）×2基                                       |
| 最大速                        | 29ノット以上                                                              |
| 航続距離                      | 4,500海里（20ノット巡航時）                                               |
| 乗員                          | 206名（士官13名）                                                         |
| 兵装                          | Mk.75 76mm単装速射砲×1基                                                  |
| 兵装                          | Mk.38 25mm単装機関砲×2基                                                  |
| 兵装                          | Mk.15 20mm CIWS×1基                                                       |
| 兵装                          | M2 12.7mm単装機銃×4基                                                     |
| 兵装                          | Mk.13 Mod.4 ミサイル単装発射機×1基 *SM-1MR SAM *ハープーン SSM を発射可能 |
| 兵装                          | Mk.32 Mod.7 3連装短魚雷発射管×2基                                         |
| 艦載機                        | SH-2F シースプライト LAMPS ヘリコプター×1機 ※さらに1機搭載可能            |
| C4ISTAR                       | NTDS（JTDS+リンク 11/14）                                                 |
| C4ISTAR                       | Mk.92 FCS（SM-1MR、76mm砲用）                                             |
| C4ISTAR                       | AN/SQQ-89 ASWCS                                                           |
| センサ                        | AN/SPS-49対空捜索レーダー                                                 |
| センサ                        | AN/SPS-55対水上捜索レーダー                                               |
| センサ                        | AN/SQS-56船底装備ソナー                                                   |
| センサ                        | AN/SQR-19曳航ソナー                                                       |
| 電子戦                        | AN/SLQ-32(V)2 ESM装置                                                     |
| 電子戦                        | Mk.36 デコイ発射装置                                                      |
| モットー                      |                                                                           |

オリバー・ハザード・ペリー（英語: USS Oliver Hazard Perry, FFG-7）は、アメリカ海軍のミサイルフリゲート。オリバー・ハザード・ペリー級ミサイルフリゲートの1番艦。艦名は、米英戦争におけるエリー湖の戦いで勝利を得たオリバー・ハザード・ペリーに因む。

## 艦歴
オリバー・ハザード・ペリーは、1973年10月30日にFY73プログラムの一部としてメイン州のバス鉄工所に建造発注され、1975年6月12日に起工した。1976年9月25日に進水し、1977年12月17日に就役した。当初は哨戒フリゲート「PFG-109」として発注されたが、1975年6月1日の艦種再編でミサイルフリゲート「FFG-7」として艦種変更された。
オリバー・ハザード・ペリーは1997年2月20日に退役、1999年5月3日に除籍され、ペンシルベニア州フィラデルフィアで2005年12月にスクラップとして廃棄された。